# Ville de Blacktown
La ville de Blacktown (en anglais : City of Blacktown) est une zone d'administration locale de l'agglomération de Sydney, située dans l'État de Nouvelle-Galles du Sud en Australie.

## Géographie
La ville s'étend sur 246,9 km2 dans la plaine de Cumberland, à environ 35 km à l'ouest du centre-ville de Sydney.

### Quartiers
| - Acacia Gardens - Arndell Park - Bidwill - Blackett - Blacktown - Colebee - Dean Park - Dharruk - Doonside - Eastern Creek - Emerton - Glendenning - Glenwood - Hassall Grove - Hebersham | - Huntingwood - Kellyville Ridge - Kings Langley - Kings Park - Lalor Park - Lethbridge Park - Marayong - Marsden Park - Minchinbury - Mount Druitt - Oakhurst - Parklea - Plumpton - Prospect - Quakers Hill | - Riverstone - Ropes Crossing - Rouse Hill - Rooty Hill - Schofields - Seven Hills - Shalvey - Shanes Park - Stanhope Gardens - The Ponds - Toongabbie (partie) - Tregear - Whalan - Willmot - Woodcroft |

## Histoire
Créé le 6 mars 1906, le comté de Blacktown devient une municipalité en 1961 avant d'accéder au statut de ville le 9 mars 1979.

## Démographie
| 2001    | 2006    | 2011    | 2016    | 2021    |
| ------- | ------- | ------- | ------- | ------- |
| 255 195 | 271 709 | 301 099 | 336 962 | 396 776 |

Point de peuplement aborigène au départ, Blacktown garde la plus forte proportion d'Aborigènes de toute l'agglomération de Sydney.

## Politique et administration

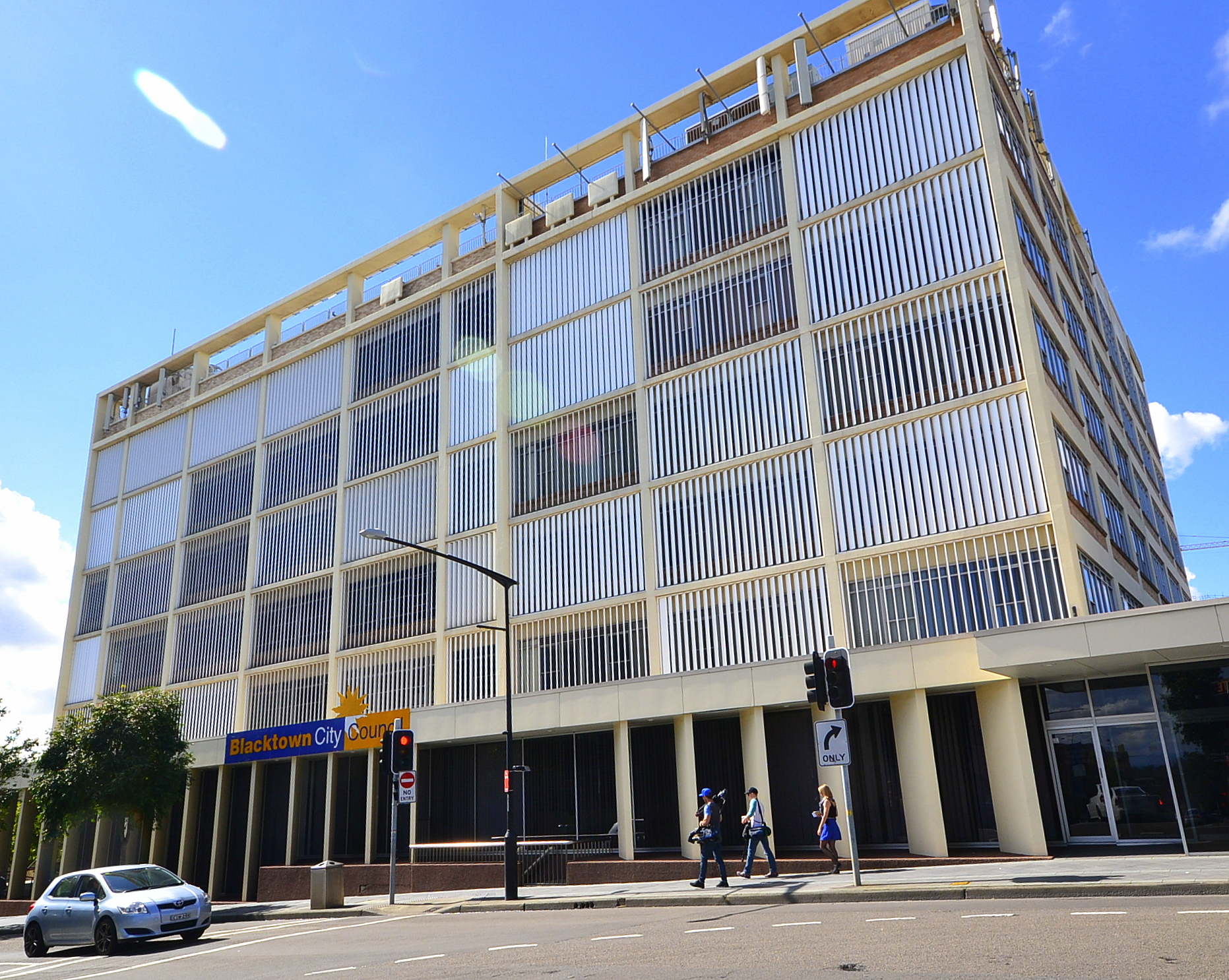
Le siège du conseil.

### Administration locale
La ville comprend cinq subdivisions appelées wards. Le conseil municipal comprend quinze membres élus, à raison de trois par ward, pour quatre ans, qui à leur tour élisent le maire pour deux ans. À la suite des élections du 4 décembre 2021, les travaillistes détiennent la majorité absolue avec 10 sièges et les 5 autres reviennent à des indépendants. Les dernières élections ont eu lieu le 14 septembre 2024.

### Liste des maires
| Période           | Période      | Identité       | Étiquette    | Qualité |
| ----------------- | ------------ | -------------- | ------------ | ------- |
| 2010              | 2012         | Alan Pendleton | Travailliste |         |
| 2012              | 2014         | Len Robinson   | Libéral      |         |
| 17 septembre 2014 | octobre 2019 | Stéphane Bali  | Travailliste |         |
| 9 octobre 2019    | 3 mai 2024   | Tony Bleasdale | Travailliste |         |
| 15 mai 2024       | en fonction  | Brad Bunting   | Travailliste |         |

### Circonscriptions électorales
La zone est rattachée aux circonscriptions de Chifley, Greenway et McMahon pour les élections fédérales et à celles de Badgerys Creek, Blacktown, Londonderry, Mount Druitt, Prospect, Riverstone et Winston Hills pour les élections à l'Assemblée législative de Nouvelle-Galles du Sud.

## Transports
Blacktown est traversée par le métro de Sydney et desservie par la station Tallawong qui constitue le terminus nord-ouest.